# Aurin
Aurin é uma comuna francesa na região administrativa da Occitânia, no departamento do Alto Garona. Estende-se por uma área de 7.49 km², com 333 habitantes, segundo o censo de 2018, com uma densidade de 44 hab/km².